# ピッツハンガー・マナー

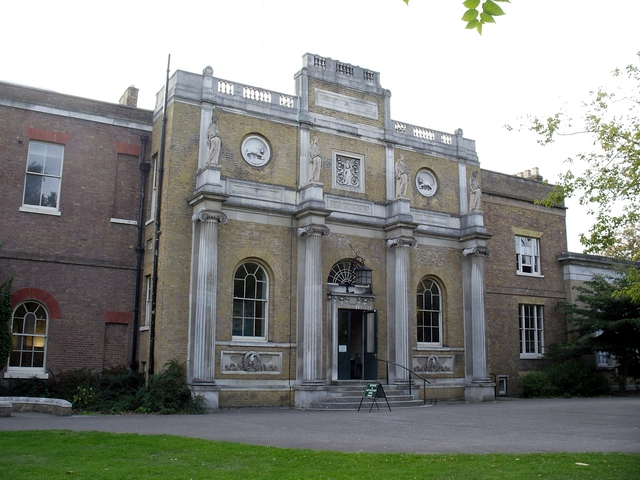
ピッツハンガー・マナー東側正面。南側（画像左手）部分は、ジョージ・ダンスのデザインが残る南ウイング。北側奥（画像右手）にはPMギャラリーがある

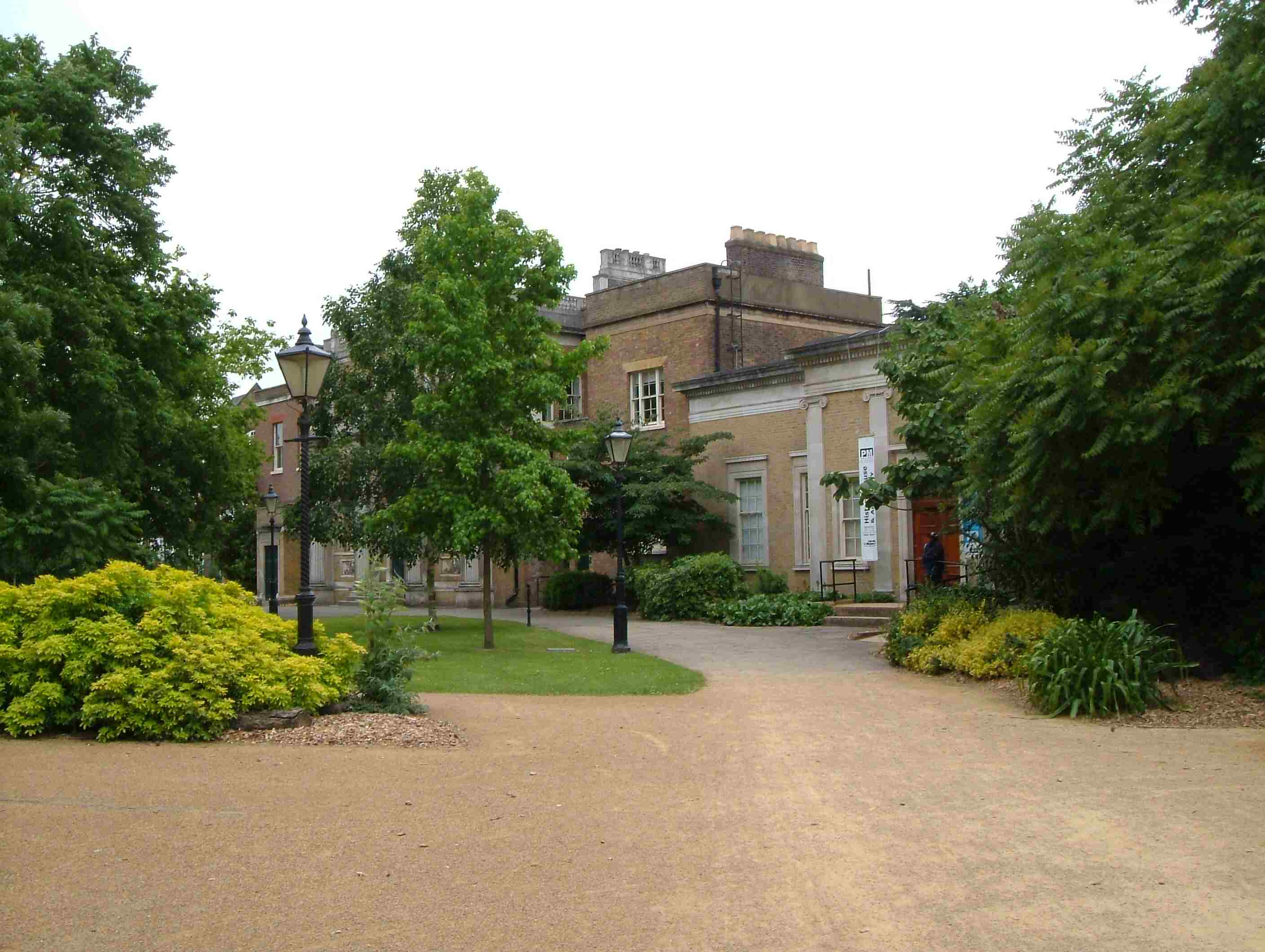
南西側、ウォルポール・パーク側から見たピッツハンガー・マナー

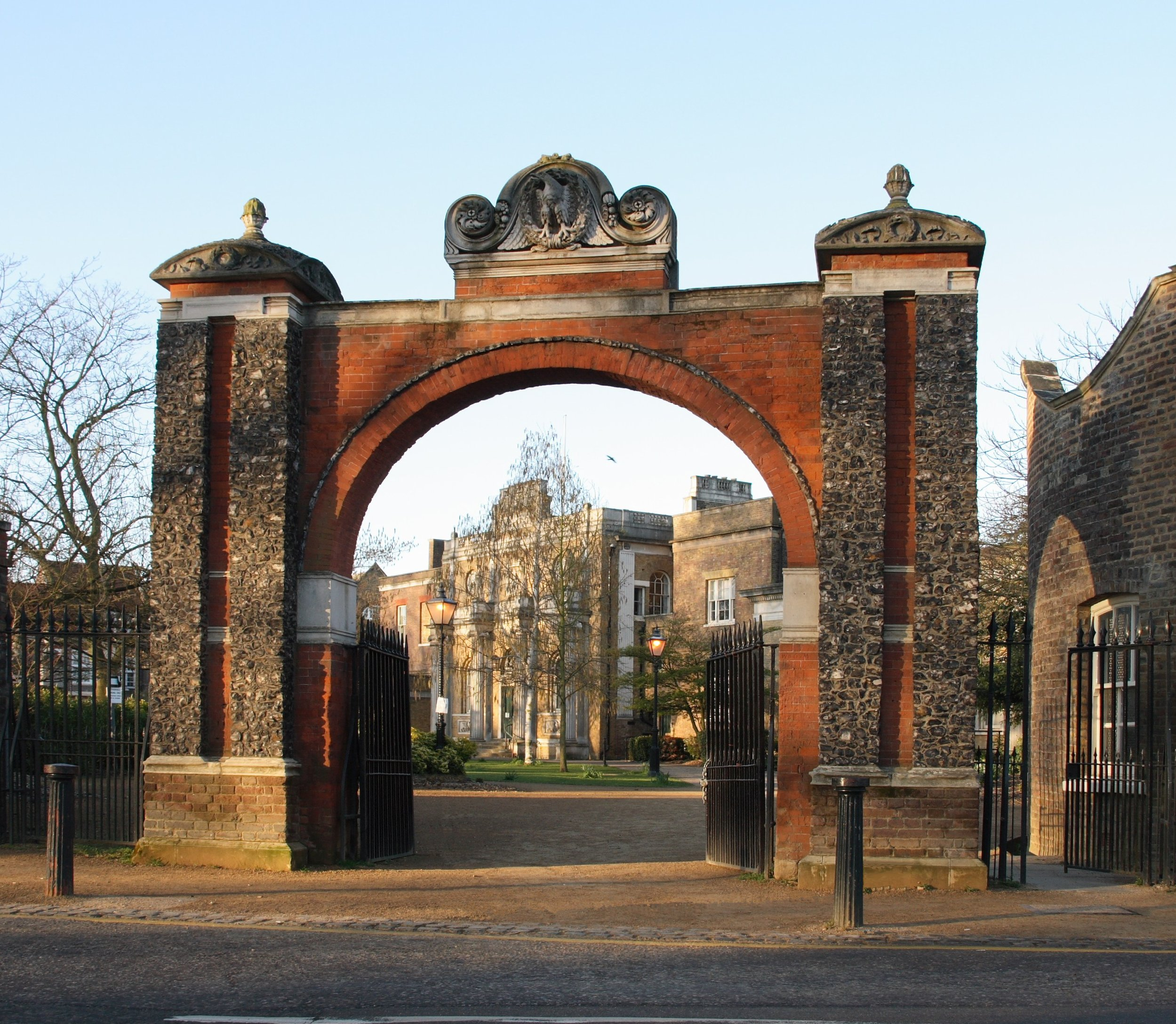
本館の北東側にあるピッツハンガー・ゲート。ウォルポール・パークへの入り口でもある

ピッツハンガー・マナー（英:Pitzhanger Manor）はイギリスのロンドン西部、イーリング地区にあるマナー・ハウス。1800年から1810年にかけて新古典主義の建築家ジョン・ソーンが所有し、大幅な改築を行った。20世紀に入り、公共図書館として利用されたが、後に修復が行われ、ソーンのデザインが回復された。現在、この建物はイギリス指定建造物1級に指定されており、ソーンの建築デザインの好例として保存されると同時に、PMギャラリー・アンド・ハウスの名前で現代美術展示場や各種イベント会場として利用されている。マナー・ハウスの西側には、公園であるウォルポールパークが広がる。
この建物はロンドン市、イーリング区、マトックレーン通り、ウォルポールパークに所在する。ポストコードは「W5 5EQ」。 

## 18世紀まで
少なくとも17世紀後半には既に、この場所には大きな建物が建っていた。1664年から1674年の間、リチャード・スラニーという人物が、現在ピッツハンガー・マナーが建っている場所にあった建築物に関して、暖炉16個分の炉税を支払っている。これにより当時、その規模の建物が当地に存在していたことが推測される。また、同時代には、ピッツハンガー・マナーという同名のより小さい建物が、1マイルほど南に存在していた。
18世紀初頭、当地にあった建物を所有していたのは、ジョンとマリー・ウィラー夫妻である。1711年、彼らの長女グリゼルが裕福な商人ジョナサン・ガーネルと結婚する際、建物は夫妻から長女に相続された。その後、屋敷はガーネル夫妻の唯一成人した息子トマス・ガーネルに受け継がれた。トマスは1765年、「ピッツハンガー・マナー・ファーム（Pits Hanger Manor Farm、古い地図では時にPitts Hangerと記述される) 」という牧場を購入している。この牧場の屋敷は、現在のピッツハンガー郊外に当るMeadvale Road地区の中心部分（地元ではピッツハンガー村と呼ばれた）に建っていた。イーリング地区の南方1マイルにあたるこの地域は後に「ピッツハンガー・プレイス」と呼ばれるようになった。
トマス・ガーネルの死去に伴い、息子のジョナサン・ガーネル2世が屋敷を相続した。1791年、ジョナサン2世が死去すると、屋敷は彼の若い娘に相続されたが、管理はトラストに委託された。屋敷は1799年まで放置され、その後、トラストは売却に踏み切った。

## ジョン・ソーンによる改築

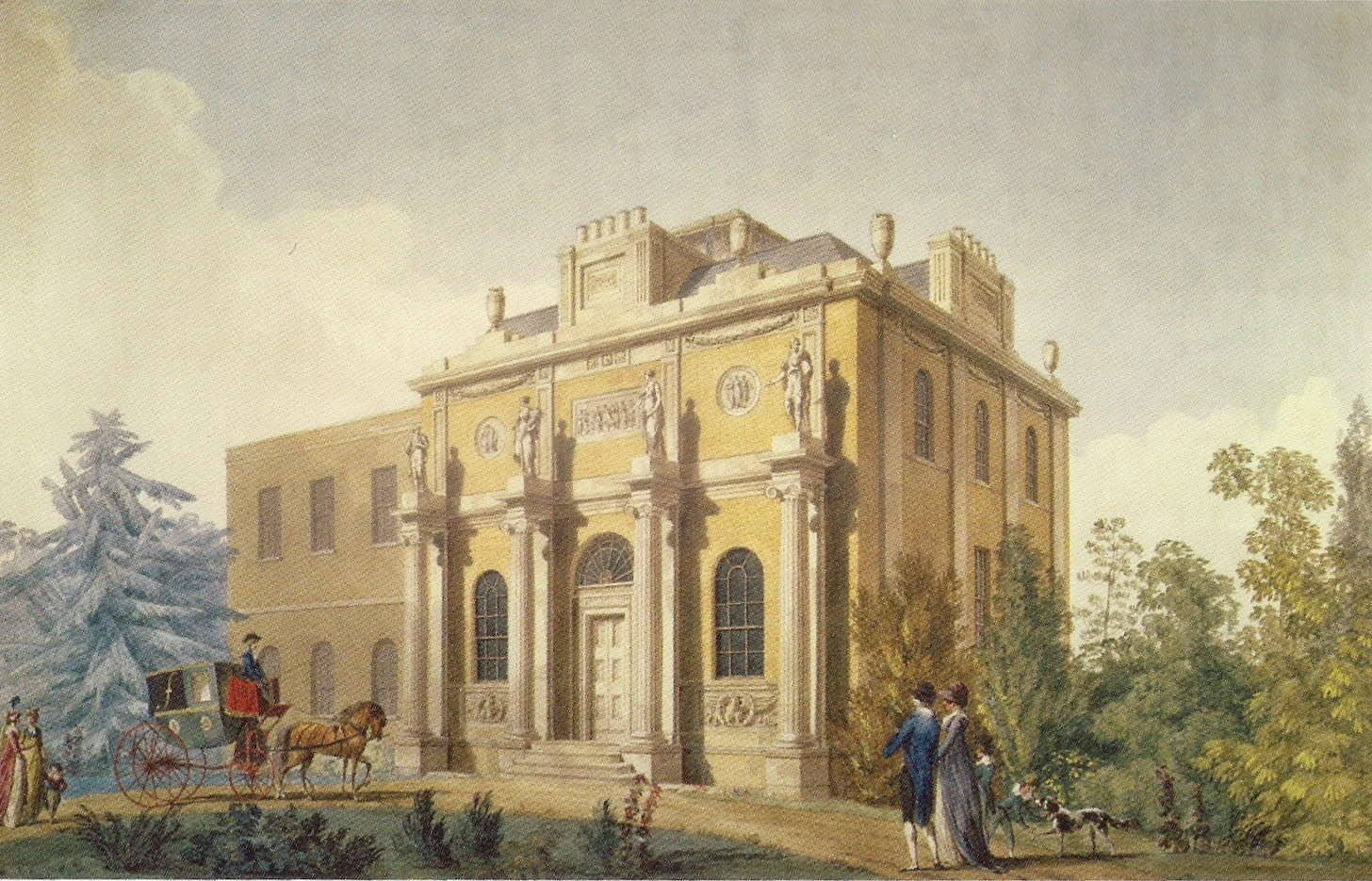
ジョセフ・ガンディによる、1800年頃のピッツハンガー・マナーの水彩画。ジョン・ソーンによる改築当時の姿が確認できる。左手ウイングが、ジョージ・アダムが設計した箇所。ソーンはここを解体せずに残した。後にPMギャラリーが建つことになる右手部分にはまだ何もない

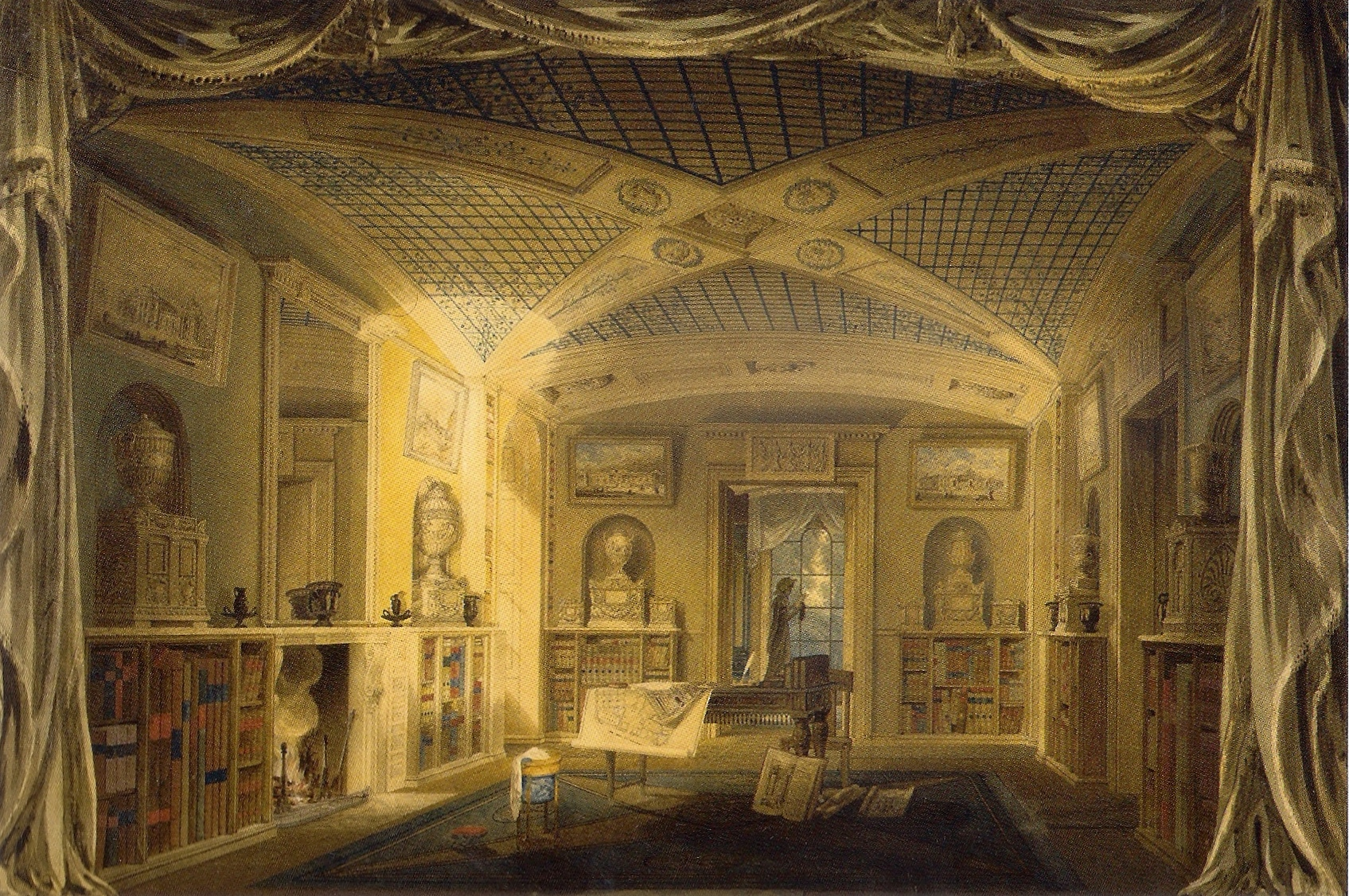
ジョセフ・ガンディによる、1802年の水彩画、ピッツハンガー・マナーの図書室内装。アーチ型天井など、ソーンの内装デザインの特徴が確認できる。また、古代ローマの壺や胸像など、ソーンのアンティーク・コレクションが並んでいる。この内装は1810年に売却されるまで保たれた

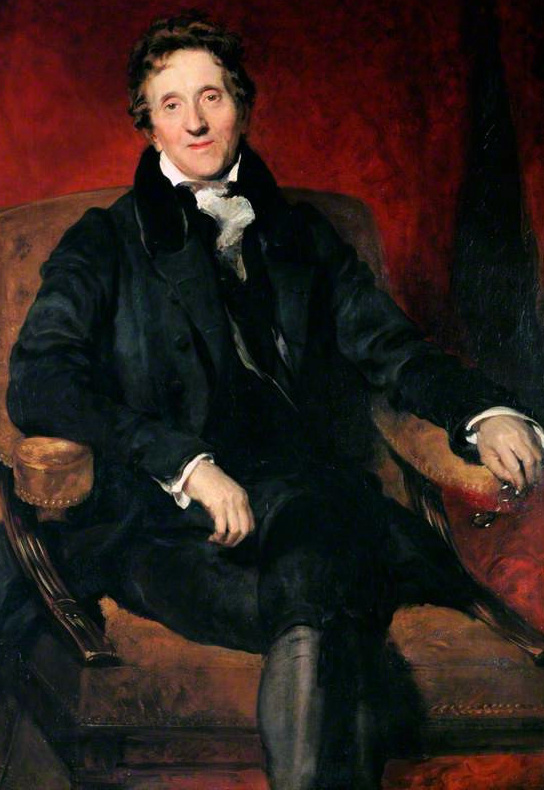
改築を行ったジョン・ソーン

1790年代にはジョン・ソーンは、イングランド銀行の設計を手掛けるなど、ロンドンで建築家として成功していた。1794年、彼と妻、二人の息子はロンドン中心部のリンカーンズ・イン・フィールズ12番地（現在、サー・ジョン・ソーンズ美術館の一部）に転居し、そこで自宅と建築事務所を兼ねた。
1800年、収入が年11,695ポンド（2009年時点で350,000ポンドに相当）に上っていたソーンは、西ロンドンに家族のための邸宅を購入することを決めた。最初は一から建築するつもりだったが、1800年7月21日、トラストがピッツハンガー・マナーの荘園全体28エーカー (110,000 m2)を4,500ポンドで売却する意向を知り、当地を訪問。翌月1日に購入の希望は受諾された。ソーンはこの建物をPitzhanger Manor-houseと称した。
この新居のデザインのため、ソーンは精力的に活動した。百通り以上ものデザイン案が現在、サー・ジョン・ソーンズ美術館に保存されている。ソーンは邸宅の古い部分と外装の大部分の改築を計画したが、ジョージ・ダンスが1768年にデザインした二階建ての南ウイング部分だけは残した。その理由としては、この部分のデザインにソーンが感銘を受けたということもあるが、ダンスは若きソーンの最初の雇い主であったため、かつての上司に敬意を払うという意味もあった。改築作業は1800年に始まり、1804年に完了した。
ソーンはピッツハンガー・マナー本館を白い外壁用レンガによるシンプルな建物としてデザインし、イオニア式の円柱4本を備えた豪壮な正面玄関をあしらった（左画像参照）。さらに内装も、彼の古代アンティーク・コレクションの美しさを引き立てるよう、照明、内壁塗装、彫刻などに工夫がこらされている。ソーンはこのピッツハンガー・マナーを、彼の建築デザインの見本とする意図を持って設計した。従って屋敷内部には、湾曲した天井、はめ込まれた鏡、偽扉、戸棚つきの木製壁など、ソーンの内装デザインの典型例がいくつも見いだせる。結果、この屋敷はリンカーンズ・イン・フィールズの彼の本宅と非常に似通ったものになった。ウィリアム・ホガースの『放蕩一代記』などをはじめ、現在はサー・ジョン・ソーンズ美術館に収蔵されている絵画および古代アンティーク・コレクションの大部分は当初、このピッツハンガー・マナーに飾られていた。ソーンはこの屋敷で、学界や美術界の名士を集めた盛大なパーティを度々開催した。
ソーンは屋敷北側（現在、PMギャラリーが建つ区域）に使用人の部屋（おそらく古い他の建物の再利用）と、実物大の古代ローマ遺跡の廃墟風モニュメントを建て続けた。当時はゴシック趣味が流行しており、建築界にもゴシック・リバイバルの動きが強かった。特に、古代ローマの廃墟の版画を描いた建築家ピラネージの影響を強く受けたソーンは「廃墟趣味」を持ち、わざわざ「廃墟を新築」したのである。しかしこれらの建築物は1901年前後に解体された。
ソーンは当初、このマナー・ハウスを自分が楽しむための郊外の別荘とするつもりだったが、次第に、建築家の仕事を受け継ぐはずの長男に相続させようと思うようになり、息子の自宅としてふさわしいように設計した。しかし息子たちはソーンの意に反し、建築家の仕事を受け継がなかったため、ソーンはこの屋敷を息子たちに相続させることをやめた。こうして1810年、ソーンはピッツハンガー・マナーを売却。何人かの手を巡った後、1843年に屋敷は、イギリスで唯一暗殺された首相であるスペンサー・パーシヴァルの娘の邸宅となった。
ソーンの時代からこの屋敷は様々に称されてきた。例えば、The Manor、Pitshanger Manorなどである。しかし、ソーンが公的に記した文書には、Pitsではなく、Pitzと記載されている。

## イーリング区による改装

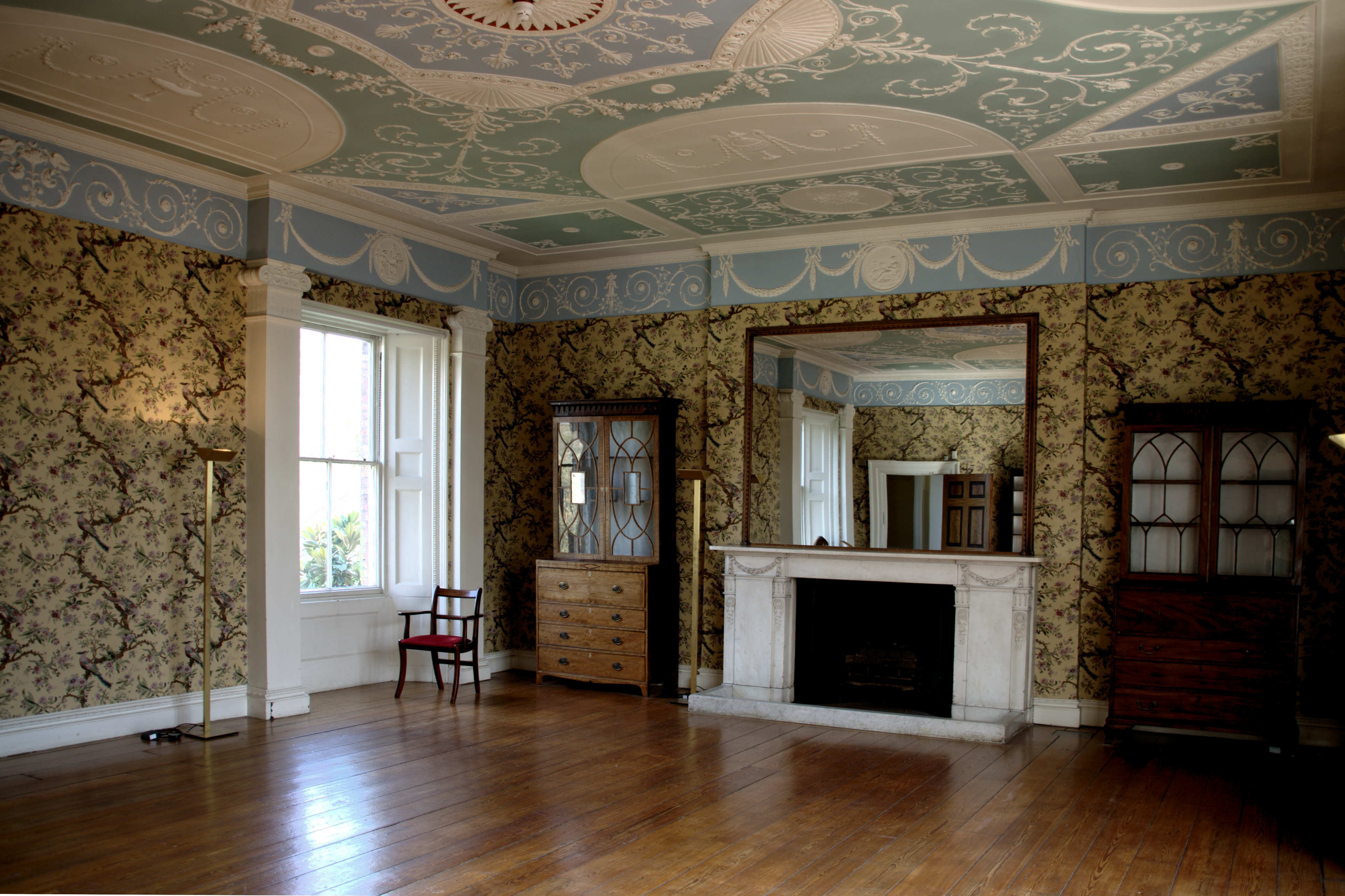
ドローイング・ルーム。ソーンが使用していた当時の内装が復元されている

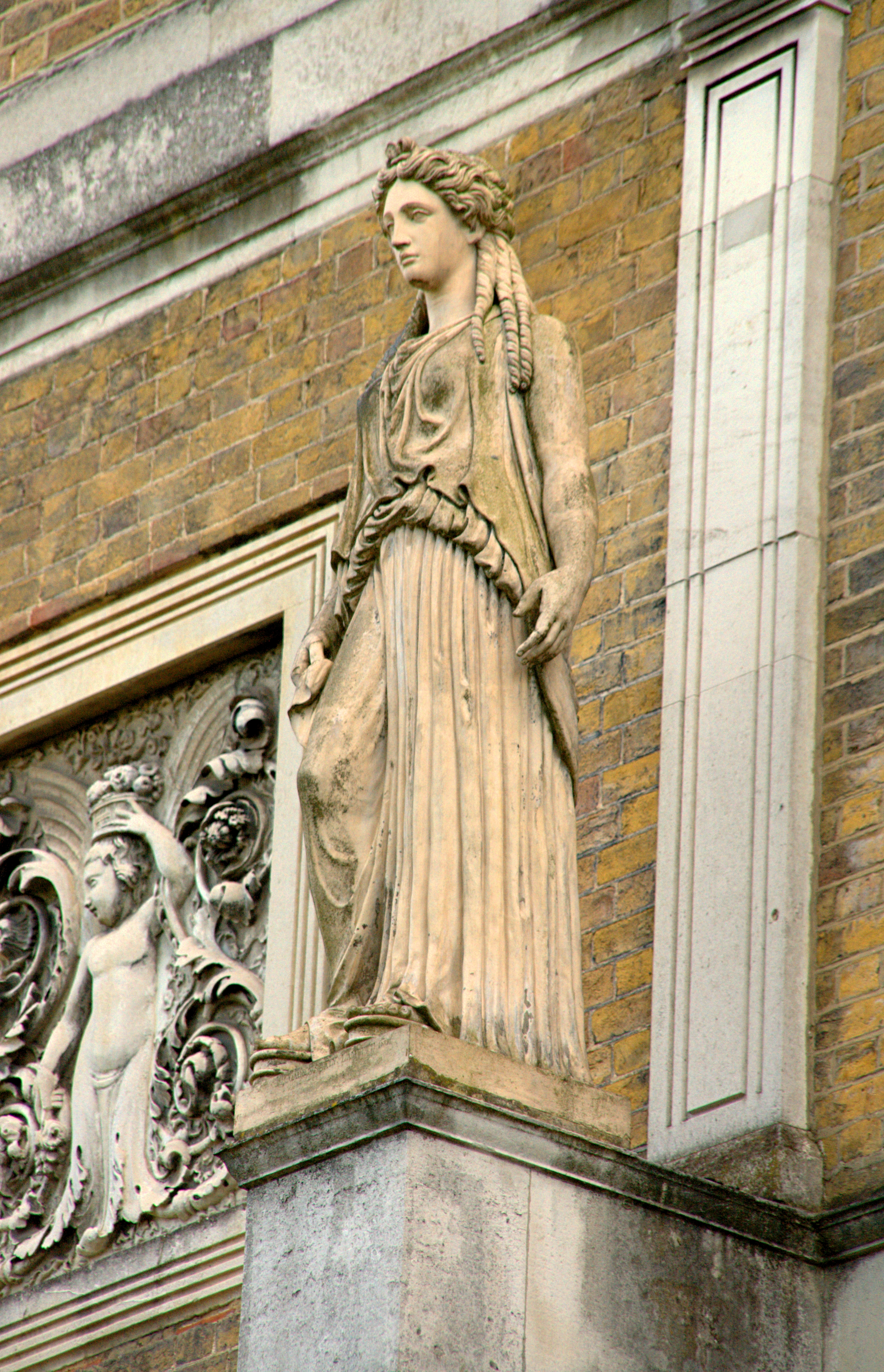
ソーンが改築時に、東側正面の柱の上に据え付けた、4つのコード人造石のカリアティードの1つ。アテネのパンドロソスの聖域を囲んでいた石像を模したもの

屋敷はイーリング都市地区議会により、同区議会が自治都市区になる前年の1900年に、総額40,000ポンドで購入された。その額の4分の1は、ミドルセックス州議会より援助を受けた。 ピッツハンガー・マナーは、公共の図書館という新たな役割を与えられることになった。とはいえ、建物の改装に入るには、最後の住人であるフレデリカ・パーシヴァルが1901年5月に逝去するのを待たねばならなかった。
改装工事で最も重要だったのは、南ウイング地階の「食堂」の西側に、スレート屋根の部屋を増築する作業だった。この壮麗な食堂はジョージ・ダンスによる設計であり、そのデザインを活かすために、議会は主任監督官のチャールズ・ジョーンズに隣接部分の設計を任せた。ダンスが設計した食堂の窓は非常に縦に長く、レンガを半円状に漆喰で接合したアーチで縁取られたものだった。そこでジョーンズはまず、レンガの枠とはめ込みガラスを取り除き、窓部分がそのまま通路となるように改装した。これにより、増築した部屋へとつながる、3つの大きなアーチ天井の通路を設けることが出来た。さらにジョーンズは、複数の建築様式が衝突しあうのを防ぐため、増築部分を元からある隣室そっくりの様式で設計した。そして、天井を高く設計し、内装の石膏細工や壁などの色彩を統一することにより、この図書館は、上品で快適な読書空間を提供することが可能になった。

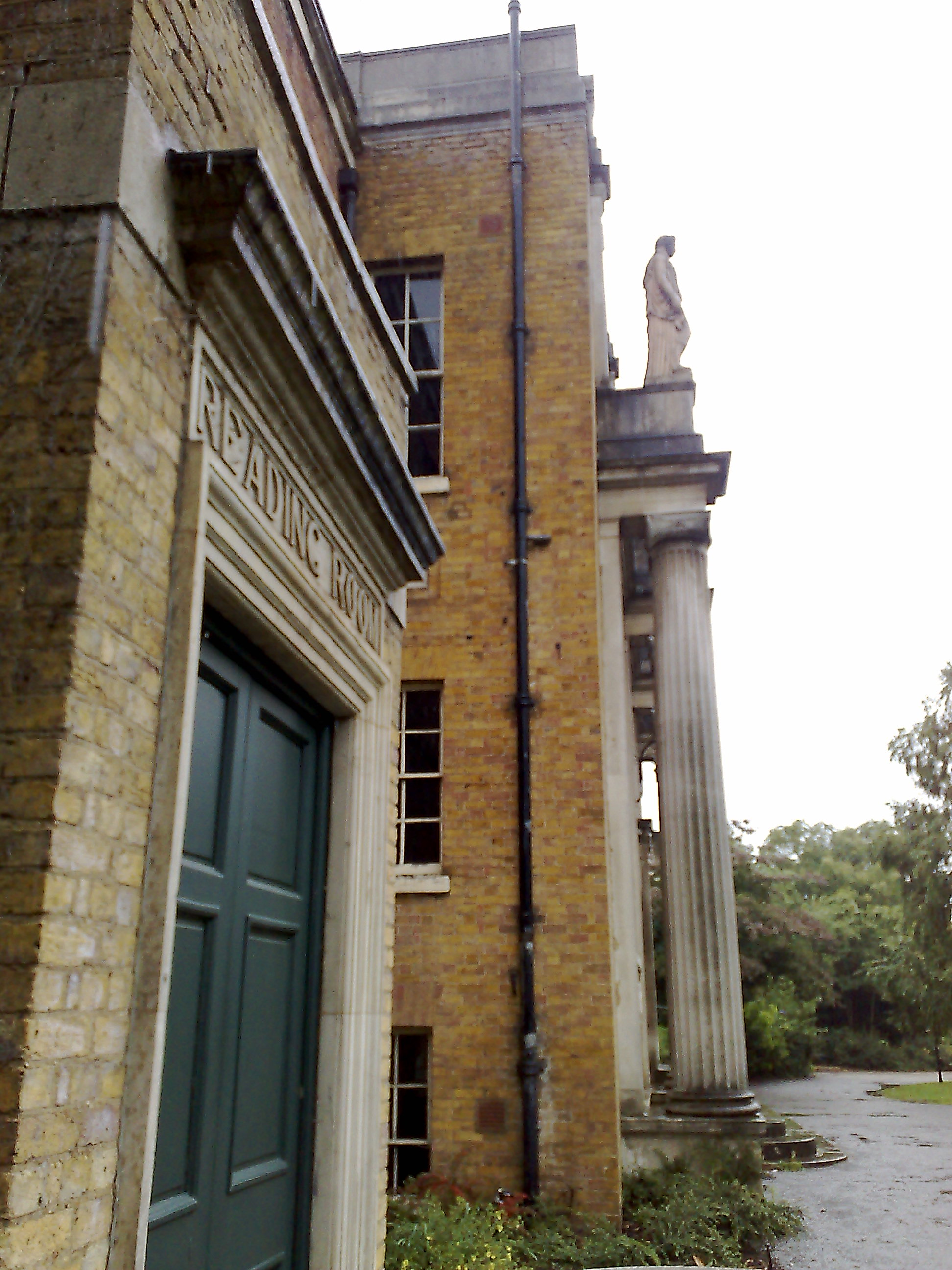
"Reading Room"と彫刻されたまぐさ石を掲げる閲覧室出入り口。南ウイング一階部分。現在は使われていない

そして最後に、屋敷と図書館書庫とをつなぐ出入り口として、通路に沿ったいくつもの階段が備えられた。そして元「食堂」の東側に新しいエントランスが設置され、"Reading Room"（閲覧室）と浮彫りされたポートランドストーン製のまぐさ石が掲げられた。本館北側にあった使用人用の建物と古代ローマ遺跡風のモニュメントは取り壊されるか移転され、その跡地に本館と棟続きになった新館が新築され、本館部分と同じアーチ窓が取り付けられた（この新館部分が現在のPMギャラリー）。ポルチコに設けられたポートランドストーン製のまぐさ石には"Lending Library"（公立図書館）と記された。こうして図書館は1902年4月に一般公開された。 
1938年から1940年にかけて、公立図書館の機能は棟続きの新館に移された。1984年、ピッツハンガー・マナーにおける図書館機能は、イーリング・ブロードウェイ・ショッピングセンターに新設された図書館に完全に移転され、1985年には建物の修復作業が始まった。建築構造および塗装類の分析を通じて、ソーンによる改築当時の外見が正しく復元された。現在、ピッツハンガー・マナーはイギリス指定建造物1級に指定されている。

## PMギャラリーとマーティン兄弟陶器

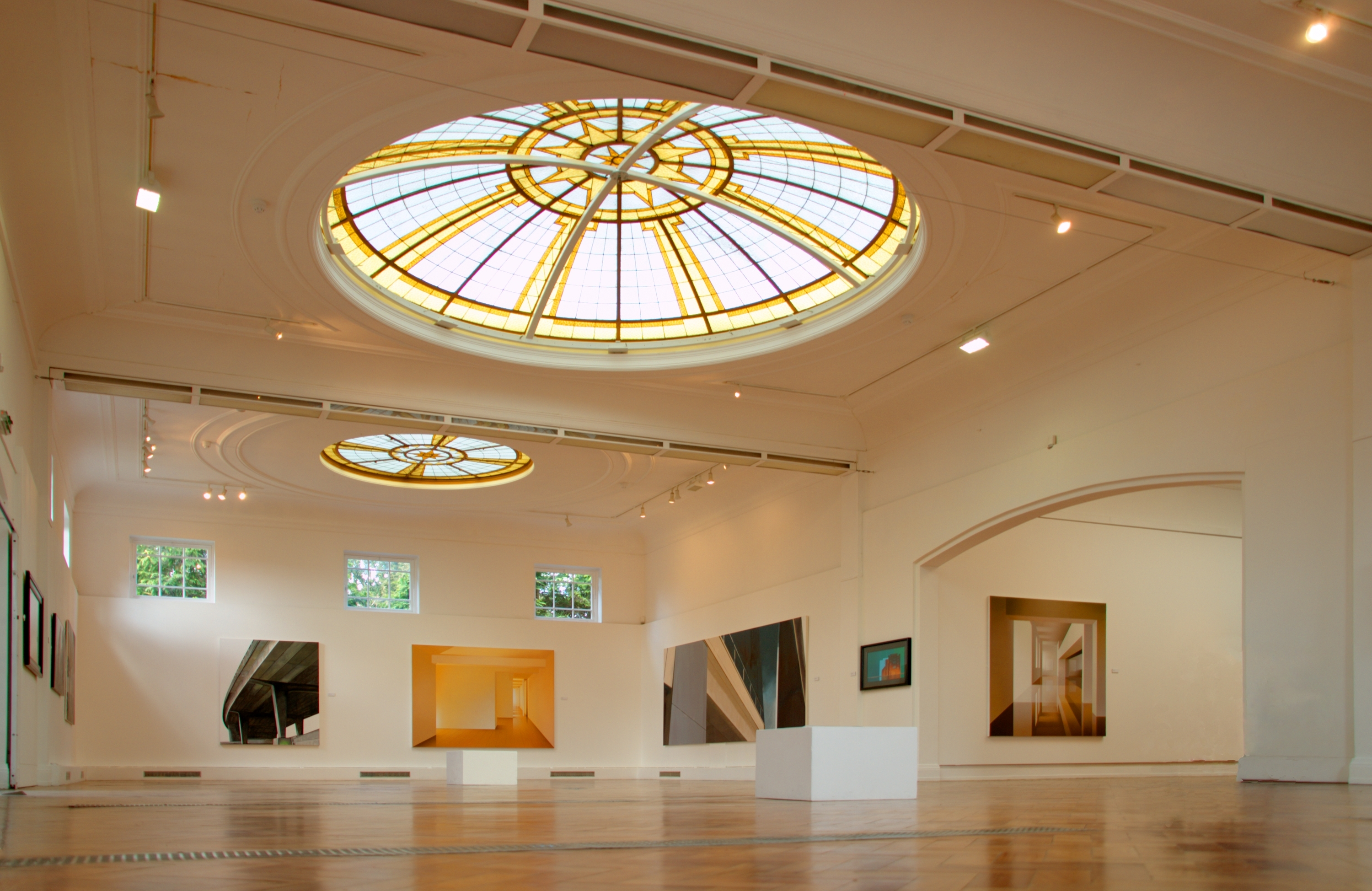
現代美術を扱うPMギャラリーのメインホール。かつてソーンが新築した古代ローマ風遺跡の跡地に建った図書館新館を、さらに改築したもの

ピッツハンガー・マナー・ハウスは1987年1月にイーリング・ロンドン特別区のメイン美術館であるPMギャラリー・アンド・ハウスとして再公開された。元の図書館新館を改装したPMギャラリーは西ロンドン最大の現代美術展示場であり、さらに様々なワークショップなども開催されている。訪問客はオーディオガイドを使用し、このマナー・ハウスの歴史、デザインや建築について学ぶことが出来る。さらに、ジョン・ソーンや、彼の他の建築物、当地区の歴史などについての展示も行われている。
PMギャラリー・アンド・ハウスは展示会場としてだけでなく、結婚式会場、ならびにシビル・パートナーシップを結ぶための同性結婚式会場、さらに会議室やセミナー会場、撮影会場としても貸し出されている。
その他、特筆すべき事項としては、グロテスクな人面や鳥の彫刻で知られるマーティン兄弟陶器のコレクションがある。このコレクションはコレクターだったジョン・ハル・グランディから寄贈されたもの。かつてはピッツハンガー・マナーの一室が陶器展示室に当てられていた。この展示室には同じくマーティン兄弟陶器制作の大型暖炉がおかれ、ウィリアム・モリスの壁紙によるヴィクトリアン・スタイルの内装が復元されていたが、現在ではコレクションは一般公開されていない。

## 映画、テレビ撮影
ピッツハンガー・マナーはソーンが改築した当時の外観を保っているため、映画のロケ地として登録され、撮影のために借りることが出来る。イーリング・スタジオからも数ヤードという好立地でもある。
- 映画『アーネスト式プロポーズ』（2002） - 出演はジュディ・デンチ、ルパート・エヴェレット、コリン・ファース。修復されたジョージ・ダンス・ウイング（ブレックファスト・ルーム)と、同箇所のヴィクトリアン風の増築部分が使用されている。
- テレビ映画『ダイアナ妃の小説家』（原題は"The Biographer"、2002） - ポール・マッギャン演じる伝記作家アンドリュー・モートンを主人公とした、1990年代が舞台のドラマ。ピッツハンガー・マナーはケンジントン宮殿の設定で撮影に使用された。また、PMギャラリーもテート・ギャラリーという設定で撮影に用いられた[16]。
- テレビドラマ『カヴァナQ.C.（英語版）』（1998） - PMギャラリーが国王裁判所の設定で撮影に使用された。撮影効果を得るため、セットは天井のライトから離れて組み立てられた[16]。
- テレビドラマ『ドクター・フー』シリーズのドキュメンタリー「More Than 30 Years in the TARDIS」（BBC、1993年11月7日土曜放送分） - エリザベス・スレイドン（英語版）演じるサラ・ジェーン・スミス（英語版）と、彼女の娘サディーは好戦的なエイリアン・ソンターランに追われる。このショートフィルムは、単発の記念日用番組として、ドキュメンタリー形式で製作された。

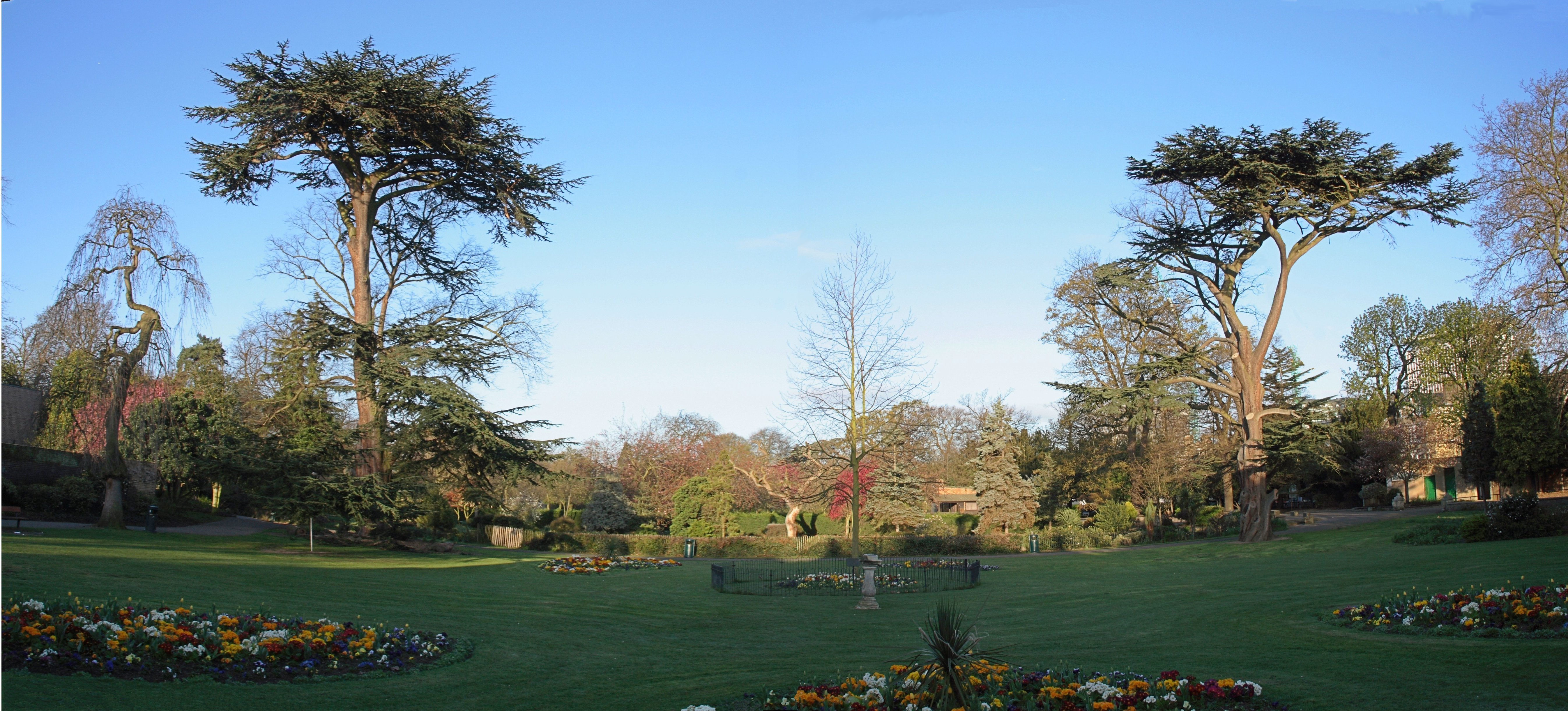
マナー・ハウス西側からの、ウォルポール・パークの眺め

## 交通手段
最も近いナショナル・レールの駅はイーリング・ブロードウェイ駅であり、ロンドン地下鉄のディストリクト線とセントラル線とも連結している。ピカデリー線ではサウス・イーリング駅が最寄となる。
ロンドンバスではイーリング・グリーン行きの65番か、イーリング・ブロードウェイ行きの83番、112番、207番、297番、427番、607番、E1番、E2番、E7番、E8番、E9番、E10番、E11番を利用。各停車場より南西に徒歩3分。
マナー・ハウス、ギャラリーともに入場無料。

## 関連資料
- Cruickshank, Dan. "Soane and the meaning of colour." Architectural Review, January 1989. 　-　ピッツハンガー・マナーの最新の改装について、詳細に触れられている。

## 近隣の歴史的建造物
- ボストン・マナー（英語版）　南西に3.7km（2.3マイル）、自動車で約6分。
- チズィック・ハウス（英語版）　南東に4.2マイル、自動車で約10分。
- サイオン・ハウス（英語版）　南に2.8マイル、自動車で約8分。

座標: 北緯51度30分39.95秒 西経00度18分26.02秒 / 北緯51.5110972度 西経0.3072278度